# アフラゴーラ
アフラゴーラ（イタリア語: Afragola）は、イタリア共和国カンパニア州ナポリ県にある都市であり、その周辺地域を含む人口約6万5000人の基礎自治体（コムーネ）。

## 地理

### 位置・広がり
ナポリ県のコムーネ。ナポリ中心部から北北東へ8kmの距離にある。

#### 隣接コムーネ
隣接するコムーネは以下の通り。
- アチェッラ
- カイヴァーノ
- カルディート
- カザルヌオーヴォ・ディ・ナポーリ
- カゾーリア